# Secamone variicolor
Secamone variicolor är en oleanderväxtart som beskrevs av Klack.. Secamone variicolor ingår i släktet Secamone och familjen oleanderväxter. Inga underarter finns listade i Catalogue of Life.